# 노승호
노승호(1983년 6월 19일 ~)는 대한민국의 뮤지션이며, 록 밴드 네미시스의 보컬이다.
2000년 11월부터 가수로서 방송 맨 처음에 남성3인 그룹 발렌타인의 활동을 시작해 대외적 음악 활동 및 작사와 작곡을 해오고있으며 2005년 9월, 네미시스 1집 앨범 ‘La Rose de Versailles’로 정식 데뷔했다. 2009년 10월, 네미시스 2집 앨범 ‘LoveSick’을 발매하며‘배우 배수빈의 외모와 가수 이승환의 목소리’를 닮았다는 화제를 모았었다. 네미시스에서 주로 노래를 부르지만 프로젝트 밴드 잼스쿨에서는 기타와 보컬을 맡았고, 공연 이벤트에선 베이스 기타와 드럼을 연주해보였으며, 방송에선 피아노를 연주하며 노래를 불렀다. 네미시스의 서정적 색채는 노승호의 감성 보이스로 완성되고 있다. 음악과 사람을 좋아하는 노승호는 2012년 7월에 결성된 ‘인디 신 보컬 모임’에 참여하고 있으며, 록 밴드 애머런스 싱글앨범(2010)과 해리빅버튼의 정규1집(2012)에 도움을 주기도 했다.
순수하고 맑음을 표현하는 것이 그의 음악적 소명이며 그 소리로 아프고 상처받은 마음을 서로 이해하고 보듬어 줄 수 있는 편안하고 아름다운 음악을 하고 싶다고 자신의 음악관을 밝혔다. 팀내에서 ‘보컬과 막내’를 담당하고 있으며 귀여우면서도 와일드한 상반된 면모를 지니고 있어, 무대위와 무대아래 모습이 다르고 노래부를 때 목소리와 말할때의 목소리가 다르며, 중독성있는 달콤한 보이스로 파워풀하게 노래하는 ‘반전 매력’을 지녔다.

## 음악 색깔
애잔한 음악을 좋아하는 노승호는 감성적이고 달콤한 멜로디에 극적이고 강렬한 요소를 오묘하게 잘 어우러내는 특성을 가졌다. 그의 곡은 세미 클래식 분위기, 독특한 화성 진행, 시원하게 터트리는 사운드 속에 목소리의 호소력을 충분히 활용하고자 하며 진솔하고 담백한 가사, 소박한 인간미가 담긴 따듯한 아날로그 감성을 지향한다.

## 보컬 특징
맑으면서도 몽환적인 색채를 띠는 서정적 음색을 가졌으며, 풍부한 감성 전달력으로 애잔함과 해탈적인 흥겨움을 동시에 선사하는 고음의 미성 락보컬이다. 어둠보다는 빛, 우울보다는 희망, 퇴폐보다는 순수를 담아내는 목소리를 지녔다. 가창이 깔끔하며, 미려한 미성임에도 헤비한 락연주를 뚫고 나오는 힘과 성량을 가졌다. 본인만의 독창적 창법을 구사하며 목소리가 피아노 선율과 잘 어울리고 강한 사운드에서도 서정성을 잃지 않는 특성을 가졌다. 카리스마와 비밀스러움, 수줍음과 갈망이 공존하는 듯한 개인매력과 호소력있는 감성 전달력이 강점이다. 방송으로 데뷔하여 라이브 공연으로 다져진 보컬이라 섬세함과 현장감을 동시에 갖추고 있어 록밴드 보컬임에도 섬세함이 잡히는 방송 믹싱을 통한 사운드에 강한 면모를 지녔다.

## 음반 정보
| 종류           | 음반명                     | 정보 |
| -------------- | -------------------------- | --- |
| 정규1집        | La Rose de Versailles      | 네미시스의 데뷔앨범으로, 노승호의 풋풋한 목소리를 들을 수 있는 앨범이다. 노승호의 깔끔하고 정확한 가창과 그의 순수하고 맑은 감성이 담긴 청량한 목소리는 슬픔속에서도 희망을 남겨두는 묘한 느낌을 준다. 네미시스 데뷔앨범은 90년대 후반과 2000년 초반에 작업된 만큼 당시 향수를 자아내는 앨범으로 미소년 보이스가 추억샘을 자극한다. 보너스 트랙개념으로 담은 발랄한 '솜사탕'은 베이시스트 최성우가 애교가 넘치게 불렀다. |
| 1st 싱글       | 사랑에 빠졌어              | 노승호의 달라진 음색과 창법을 느낄 수 있는 네미시스의 첫 번째 싱글 앨범이다. 호소력을 강조한 소울적 보컬이 대중 음악계에서 대세를 이룸에 따라 창법을 변화시켜 락을 기반으로하면서 대중적인 느낌을 네미시스의 색체를 잘 드러내고 있다. 노승호 특유의 청량감있는 맑고 시원한 노래를 들려준다. |
| 정규2집        | LoveSick                   | 4년의 시간이 흘러 보다 풍성해지고 성숙해진 노승호의 창법과 음색이 귀를 사로잡는 네미시스의 정규 2집 앨범이다. 노승호 특유의 중독성있는 달콤한 미성에 짙은 호소력을 강조하는 소울적 창법이 더해져 보다 부드럽고 풍성해졌다. 2집 앨범을 냈을 당시 노승호의 목소리와 최성우의 꺾기 창법이 이승환과 비슷하다는 화제를 모으기도 했다. 유쾌한 보너스 트랙 주리나레이션과 독특한 꺽기창법이 웃음을 주는 '사랑해주리'는 베이시스트 최성우가 불렀다. 노승호의 정확하고 깔끔한 가창력과 풍부한 감성을 담은 파워풀함이 돋보이는 앨범이다. |
| 정규3집 part.1 | The Piano                  | The Piano는 풍부한 화성의 '피아노 선율'이 부각되면서 지난앨범들보다 보컬의 목소리와 연주의 조합이 더 좋아졌다. 노승호의 상처입은 마음을 달래주는 따듯한 느낌의 감수성과와 촉촉하고 달콤한 목소리가 피아노 선율과 어울려지며 달리는 사운드속에서도 서정성을 느끼게 해주는 앨범이다. 네미시스 특유의 강렬함과 화려함을 잘 표현한 앨범으로 노승호의 풍부한 감성 표현력이 돋보이는 앨범이다. |
| 정규3집 part.2 | Dream                      | 네미시스의 감성을 더욱 극대화한 감성 발라드곡을 모은 앨범으로 노승호의 애절한 목소리를 만끽할 수 있는 앨범이다. 듣는 앨범으로서의 기능을 강조한 이번 앨범에서 노승호의 감성 보이스는 네미시스표 감성 록 발라드만의 짙은 서정성을 표출해내고 있다. 색깔이 각기 다른 발라드에서 각기 다른 감성 표현을 들려주고 있으며 노승호 특유의 감미로운 미성으로 감성을 자극한다. |
| 게임 OST       | 쿠키런 킹덤OST 너를 찾을게 | 게임 쿠키런:킹덤의 OST이며,첫번째 게임 OST이다 |